# The Goon Show
The Goon Show bio je britanski program radio komedije, koji je originalno produkovao i emitovao BBC Houm Servis od 1951 do 1960, sa povremenim reprizama na BBC Lajt Programu. Prva serija, emitovana od 28. maja do 20. septembra 1951, nosila je naziv Ludi ljudi (engl. Crazy People); sledeća serija imala je naslov Gun šou (engl. The Goon Show), naslov inspirisan, prema Spajku Miliganu, Popajevim likom.
Glavni tvorac emisije i glavni pisac bio je Spajk Miligan. Scenariji su mešali smešne zavere sa nadrealnim humorom, dosetkama, memorabilnim frazama i nizom bizarnih zvučnih efekata. Neke od kasnijih epizoda sadrže elektronske efekte koje je kreirala nova radiofonska radionica BBC-a, mnoge od kojih su decenijama ponovo koristile druge emisije. Mnogi elementi šoa satirisali su savremeni život u Britaniji, parodirajući aspekte šoubiznisa, trgovine, industrije, umetnosti, politike, diplomatije, policije, vojske, obrazovanja, klasne strukture, literature i filma.
Emisija je objavljivana na međunarodnom nivou putem BBC Transkripcionih Servisa (TS).‍:54 Ona je rodovno slušana od pedesetih godina prošlog veka u Australiji, Južnoj Africi, Novom Zelandu, Indiji i Kanadi, mada su ove TS verzije često uređivane kako bi se izbegle kontroverzne teme. U Sjedinjenim Državama, NBC je počeo da emituje program na svojoj radio mreži od sredine 1950-ih.
Subverzivan i apsurdistički, The Goon Show je imao značajan uticaj na razvoj britanske i američke komedije i popularne kulture. Kao jednog od svojih glavnih uticaja naveli su ga Bitlsi, američka komedijska ekipa Fajersajn teatar, britanska komična trupa Monti Pajton i drugi.

## Zaleđina
Seriju je osmislio i napisao Spajk Miligan uz redovnu saradnju drugih pisaca, uključujući Larija Stivensa, Erika Sajksa (koji je napisao većinu epizoda u seriji 5), Morisa Viltšira i Džona Antrobusa, u početku pod nadzorom Džimija Graftona.
Miligan i Hari Sekomb postali su prijatelji tokom služenja u Kraljevskoj artiljeriji tokom Drugog svetskog rata. Poznato je da je Miligan prvi put naišao na Sekomba nakon što je topdžija Miliganove artiljerijske jedinice slučajno dozvolo velikoj haubici da se otkotrlja sa litice, ispod koje je Sekomb sedeo u malom kamionu radio veze: „Odjednom se začula strašna buka kao da je neki monstruozni predmet pao s neba sasvim blizu nas. Nastala je velika zbrka, i usred svega toga je pokrov kamiona je otkriven i mladi idiot pod šlemom je upitao: Da li je neko video top? To je bio Miligan.” Sekombov odgovor na to pitanje je bio „Koje je boje?”. Miligan je upoznao Pitera Selersa nakon rata u pozorištu Haknijevo carstvo, gde je Sekomb nastupao, i njih troje su postali bliski prijatelji.
Grupa je prvi put formirana u londonskoj gostionici Džimija Graftona pod nazivom „Grafton's” tokom kasnih 1940-ih. Selers je već bio debitovao na Bi-Bi-Siju, Sekomb se često mogao čuti na Variety Bandbox, Miligan je pisao i glumeo u visokoprofilnoj Bi-Bi-Sijevoj emisiji Hip-Hip-Hoo-Roy sa Derekom Rojem i Majklom Bentajnom, koji se pojavio u prvoj seriji, upravo je počeo da se pojavljuje u prestižnoj radio emisiji Čarlija Čestera Stand Easy.
Njih četvoro su odmah dobro uklopili. „Uvek je bilo olakšanje pobeći iz pozorišta i pridružiti se zabavama u Graftonu u nedelju uveče“, rekao je Sekomb godinama kasnije. Oni su počeli da sebe nazivaju „The Goons” i počeli su da snimaju svoje kafanske događaje sa Pikersgilovim aluminijumskim diktafonom. Producent BBC-ja Pat Dikson čuo je traku i zainteresovao se za grupu. On se angažovao kod BBC-ja za dugoročni ugovor za ovu grupu, znajući da će to obezbediti Selersu više od sezonskog posla, što nešto čemu je BBC težio. Bi-Bi-Si je pristao i naručio početnu seriju, iako bez mnogo entuzijazma.
Serija je imala svoju premijeru u maju 1951. godine i broj publike je brzo rastao, sa oko 370.000 na skoro dva miliona do kraja 17. emisije. Nije poznato da su sačuvani snimci bilo koje epizode ove serije. BBC je naručio drugu seriju i došlo je do niza drugih promena. Muzičke pauze su skraćene, a postavi se pridružio i Maks Geldrej. Piter Iton, iz odeljenja za dramu Bi-Bi-Sija, zamenio je Denisa Mejna Vilsona na mestu producenta. Iton je doneo strožu disciplinu u produkciju emisije. Takođe je bio stručnjak za zvučne efekte i tehniku mikrofona, osiguravajući da emisija postane daleko dinamičnije iskustvo slušanja. Međutim, nakon nekoliko epizoda u seriji Miligan je pretrpelo veliki nervni slom. Bio je hospitalizovan početkom decembra 1952,:20:136-139 neposredno pre emitovanja pete epizode, ali ona i sledeća epizoda su već bile napisane, i sledećih 12 epizoda su zajedno napisali Stivens i Grafton. Miligan je bio odsutan kao izvođač oko dva meseca, vraćajući se za 17. epizodu, emitovanu početkom marta 1953. Kao i u seriji 2, sve epizode su zajedno pisali Miligan i Stivens, a montirao ih je Džimi Grafton.
Bentin je napustio emisiju na kraju serije 2, navodeći želju da se bavi solo projektima, iako je postojao sve veći stepen kreativne tenzije između njega i Miligana.
Miligan je za svoj slom i raspad svog prvog braka krivio puki obim pisanja emisije koji je bio potreban. Njegova tada revolucionarna upotreba zvučnih efekata je takođe doprinela pritisku. Sve ovo je pogoršalo njegovu mentalnu nestabilnost koja je uključivala bipolarni poremećaj, posebno tokom treće serije. Bi-Bi-Si se, međutim, pobrinuo da bude okružen vrhunskim piscima radio komedije — Sajksom, Stivensom, Antrobasom, Viltširom i Graftonom — tako da su mnogi problemi izazvani njegovim lošim zdravljem bili vešto pokriveni kompozitnim scenarijima.
Znatan deo Bi-Bi-Sijevog osoblja bio je na različite načine zbunjen nadrealnim humorom emisije, i prijavljeno je da su viši rukovodioci programa pogrešno nazivali seriju sa The Go On Show‍:37 ili čak The Coon Show.‍:13 Naziv serije inspirisan je, prema Spajku Miliganu, po Alis Gun, liku iz stripa Popaj.
Nekoliko pesama Goonsa snimljeno je tokom kasnih 1950-ih, kao što je „Ying Tong Song“, koja je dosegla broj 3 na UK Singles raglisti 1956. godine. Ova radio emisija je imala visok rejting publike u Britaniji na svom vrhuncu; Ulaznice za sesije snimanja u Bi-Bi-Si-jevom pozorištu Kamden (sada poznatom kao KOKO) u Londonu bile su stalno pretplaćene, a različiti glasovi likova i fraze iz emisije brzo su postali deo narodnog jezika.‍:96 Serija je ostala konstantno popularna, i emisije su se emitovale nedeljno od strane australijske mreže ABC sve do 2012. godine. Emisija se emituje i na BBC Radiju 4 Ektra.

## Literatura
- Barnes, Peter (avgust 2002), „'An Uncooked Army Boot': Spike Milligan 1918-2002”, New Theatre Quarterly, 18 (Part 3. Intq 71): 205—210, doi:10.1017/s0266464x02000295, Приступљено 23. 8. 2010
- Farnes, Norma, ур. (6. 11. 1997). The Goons: The Story. London: Virgin Publishing. ISBN 978-1-85227-679-9. – includes chapters from Milligan, Secombe & Sykes.
- Wilmut, Roger; Grafton, Jimmy (1976). The Goon Show Companion - A History and Goonography. London: Robson Books. ISBN 978-0-903895-64-4.
- Rose, Elizabeth, ур. (2000), The Book of the Goons, London: Robson Books, ISBN 0-86051-286-X, Приступљено 23. 8. 2010 (First published by Robson Books, 1974).
- McCann, Graham (2006). Spike & Co. London: Hodder and Stoughton Ltd. ISBN 978-0-340-89808-6. – A resource, comprising a comprehensive biography of the script co-operative 'Associated London Scripts' set up by Milligan, Sykes, Galton and Simpson in the 1950s.

## Spoljašnje veze
- The Goon Show на сајту